# 문경 송씨
문경 송씨(聞慶宋氏)는 경상북도 문경시를 본관으로 하는 한국의 성씨이다. 시조는 송신경(宋臣敬)이라는 인물로 고려에서 공부전서, 이부전서 등을 지내며 이루려던 개혁을 이루지 못하자 관직을 내려놓고 문경에 거주해서 살아갔다.

## 참고 자료
- “문경송씨(聞慶宋氏)”. 뿌리를 찾아서.[깨진 링크(과거 내용 찾기)]